# Cabeza de señor sacerdote
Cabeza de señor sacerdote es un huaco retrato moche conservado en el Museo Larco de Lima (Perú).
Rafael Larco Hoyle recibió esta pieza de su padre, Rafael Larco Herrera, en 1923. Esta fue la única pieza de cerámica que Larco Herrera mantuvo cuando legó su colección privada al Museo del Prado en Madrid, y que se la dio a su hijo, iniciando así su colección que luego abriría al público en el Museo Larco.

## Descripción

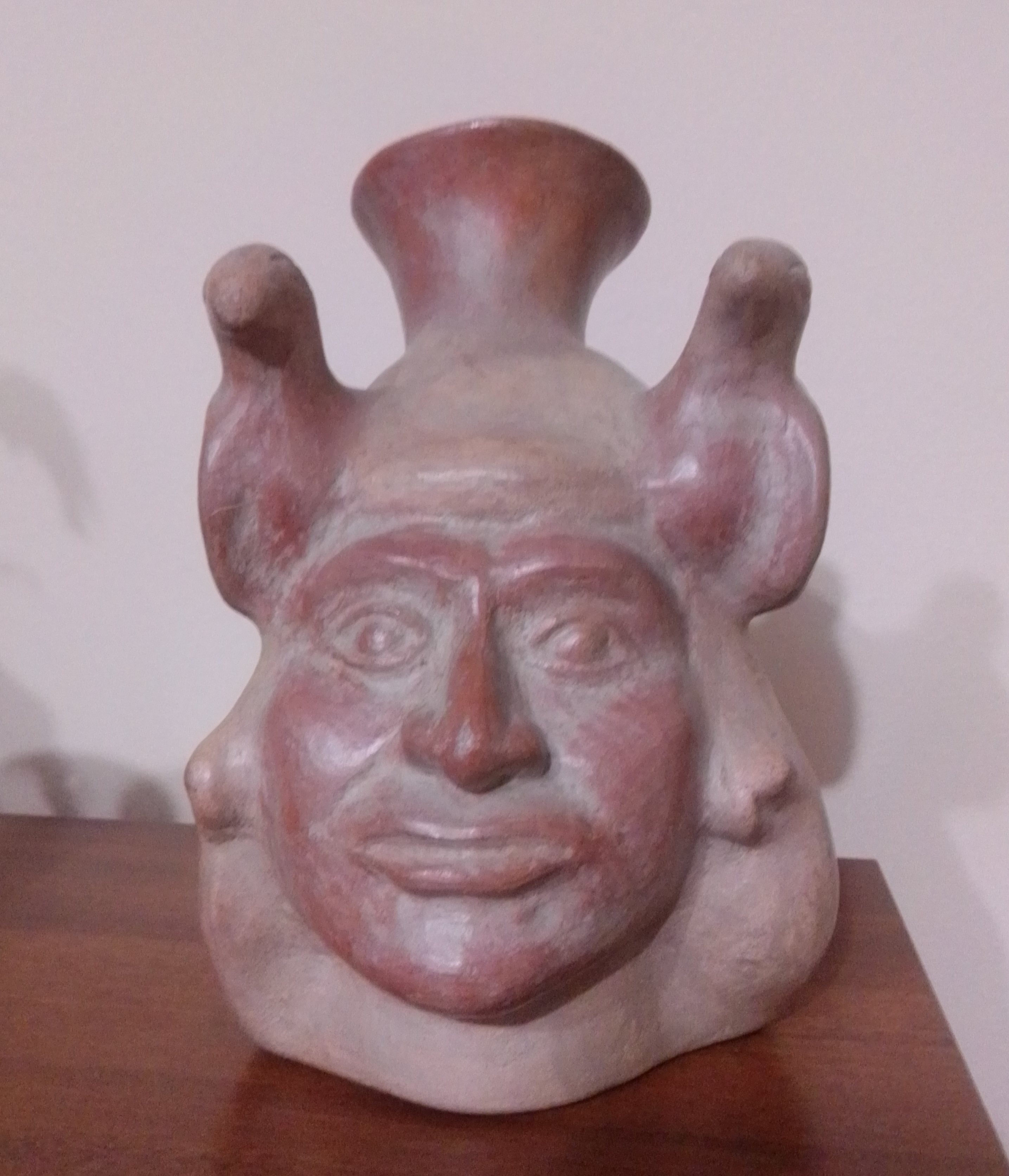
Réplica para turistas del huaco.

Este huaco retrato se realizó durante el período Moche tardío (c. 600 d. C.), según la cronología realizada por Rafael Larco Hoyle en 1948. El retrato de cerámica también es un ejemplo de un recipiente de estribo de un gobernante moche. Este es representado usando un turbante en el que hay un tocado decorado por un pájaro de dos cabezas con plumas en el costado. La efigie también usa aretes tubulares que se pueden encontrar en la "Galería de Oro y Plata" del Museo Larco.

## Procedencia
Se desconoce el contexto arqueológico exacto en el que se encontró, ya que es fruto del huaqueo. Sin embargo, la información obtenida de varios descubrimientos arqueológicos en la costa norte peruana sugieren que pertenecía a la tumba de un miembro de la élite moche. Los arqueólogos encontraron este tipo de tocado, hecho de caña, en la tumba del dios sacerdote guerrero en la Huaca de la Cruz, un sitio arqueológico situado en el Valle de Virú, a 40 km al sur de Trujillo, explorado por Strong y Evans en 1940. También puede haber sido excavado dentro del Valle de Moche en la región sur de Moche.